# Sioux-Aufstand

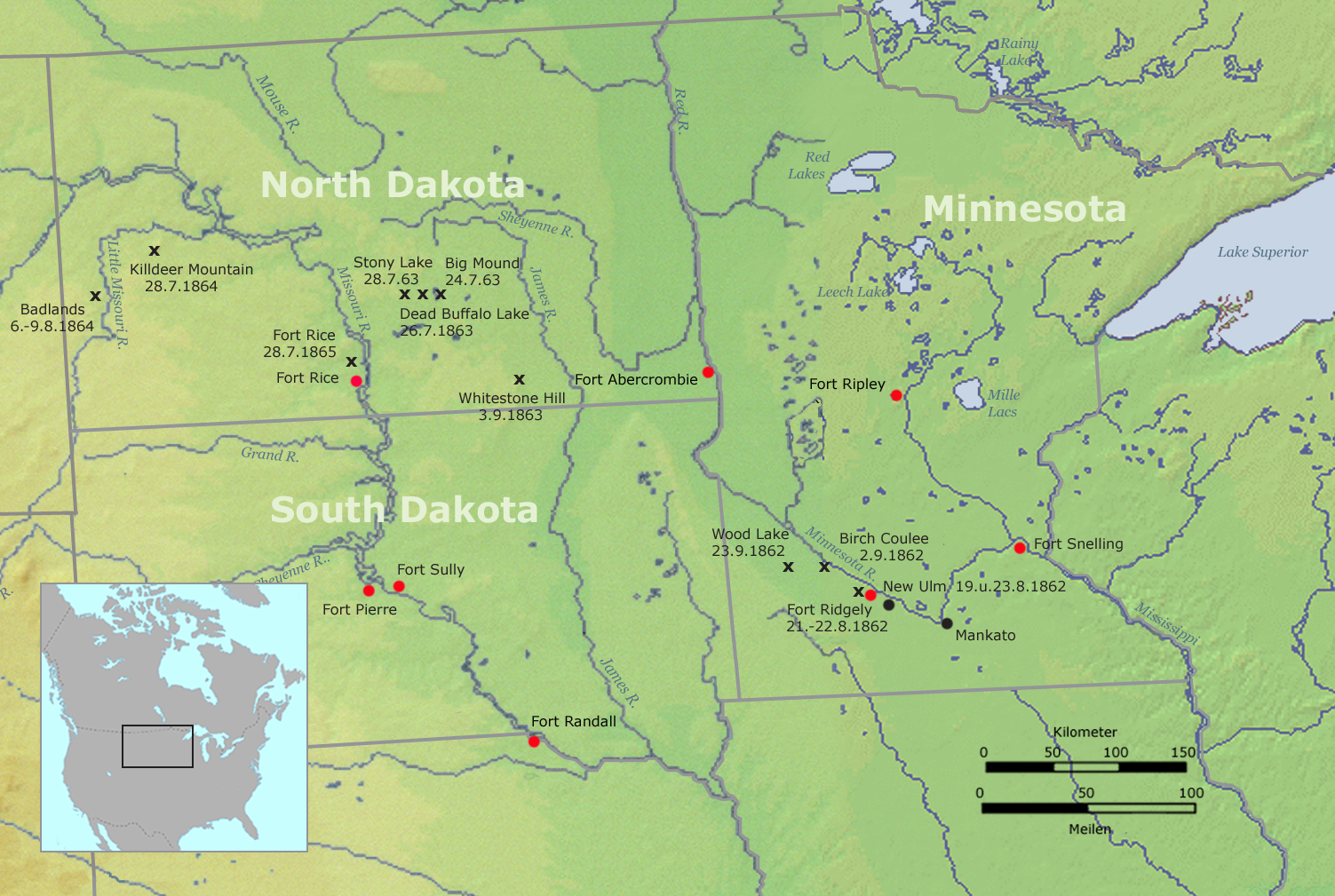
Wichtige Orte zur Zeit des Sioux-Aufstands

Der Sioux-Aufstand, auch bekannt als Dakota-Konflikt oder Dakota-Krieg von 1862, war ein bewaffneter Konflikt zwischen den Vereinigten Staaten und dem Stamm der Dakota (auch bekannt als Santee-Sioux). Die Auseinandersetzungen fanden im US-Bundesstaat Minnesota statt und kosteten 500 bis 800 Zivilisten das Leben. Auf der Seite der Santee starben etwa 100 Menschen, nach Beendigung des Konflikts wurden 38 weitere in der größten Massenexekution der US-amerikanischen Geschichte gehängt. Der Aufstand bildete den Auftakt einer langen Serie von Kämpfen zwischen den Vereinigten Staaten und den Sioux-Indianern.

## Hintergrund

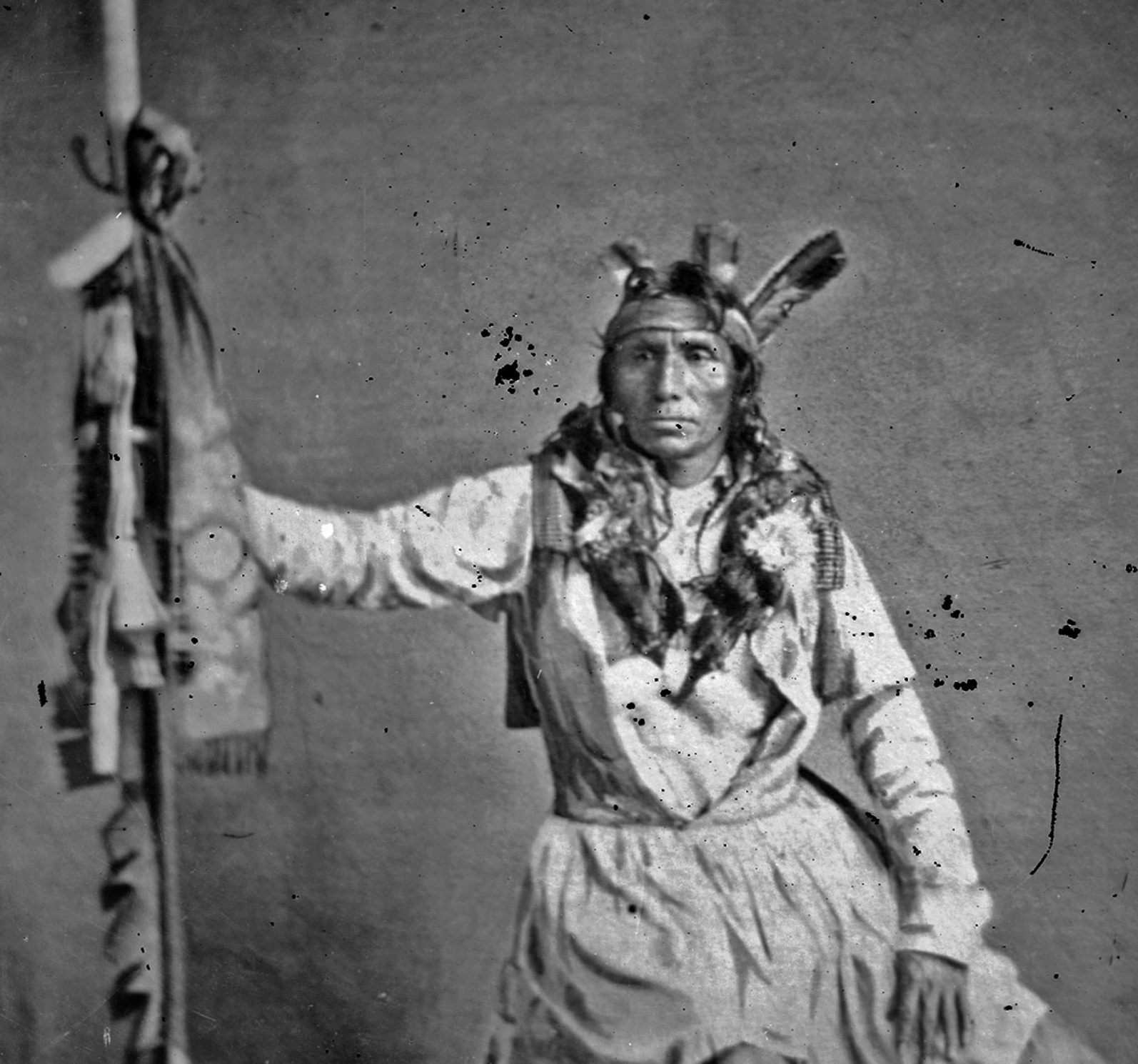
Häuptling Taoyateduta, besser bekannt als Little Crow

1851 verkauften die Santee-Sioux mit der Unterzeichnung des Vertrags von Mendota für 1.410.000 US-Dollar einen Großteil ihres Stammesgebiets im heutigen Bundesstaat Minnesota an die Vereinigten Staaten. Im Gegenzug erhielten sie eine Reservation am Minnesota River, die Lower Sioux Agency eine Einmalzahlung von 220.000 US-Dollar und das Versprechen auf jährliche Zahlungen und Warenlieferungen. Von den bezahlten 220.000 Dollar erhielten die Indianer aber nur 20.000 Dollar, welche direkt an ihre Häuptlinge ausgezahlt wurden, außerdem Waren im Wert von 40.000 Dollar. Der Rest ging an weiße Händler, welche die Indianer genötigt hatten, ihre Schulden mit dem Geld zu begleichen. Die großen Profiteure waren damit weiße Händler wie Henry Hastings Sibley. In der Folge gab es Versuche, die Dakota zu sesshaften Landwirten zu machen. Einer der Vorreiter war dabei der einflussreiche Little Crow (Taoyateduta), zugleich auch einer der Unterzeichner des Vertrags von 1851.
Das Reservat der Indianer wurde 1858 durch in Washington unterzeichnete Verträge weiter verkleinert, als Minnesota als 32. Bundesstaat in die Vereinigten Staaten aufgenommen wurde. Ihr Gebiet bot den Indianern nicht mehr genug Raum, um für sich selbst zu sorgen, sodass sie vollends von den Zahlungen der Regierung und von weißen Händlern abhingen. Die Zahlungen der Regierung wiederum litten von jeher stark unter der Korruption im Bureau of Indian Affairs.
1861 verschlechterte sich die Lage der Indianer noch weiter. Eine Missernte zwang sie, bei den Händlern Nahrungsmittel auf Kredit zu kaufen und sich zu verschulden. 1862 verzögerten sich außerdem die Zahlungen der US-amerikanischen Regierung aufgrund des Sezessionskriegs (man war sich in Washington unschlüssig, ob die jährlichen Zahlungen in Gold oder mit den neuen Greenbacks zu begleichen seien).
Bei Verhandlungen in der „Upper Sioux Agency“ (Obere Sioux-Behörde, so genannt, weil sie sich nördlich der Lower Sioux Agency befindet) erreichten Teile der Dakota Anfang August die Herausgabe einiger Lebensmittel. Die Verhandlungen bei der „Lower Sioux Agency“ (Untere Sioux-Behörde) verliefen jedoch erfolglos. Einer der weißen Händler, Andrew Myrick, riet den Indianern sogar, Gras zu essen, wenn sie hungrig seien. Diese Äußerung galt lange als entscheidender Auslöser für den folgenden Aufstand, da die meisten Historiker sie auf den 15. August 1862 datierten – unmittelbar vor Ausbruch der Gewalt. Möglicherweise ist Myricks Bemerkung jedoch bereits zwei Wochen zuvor gefallen.

## Verlauf

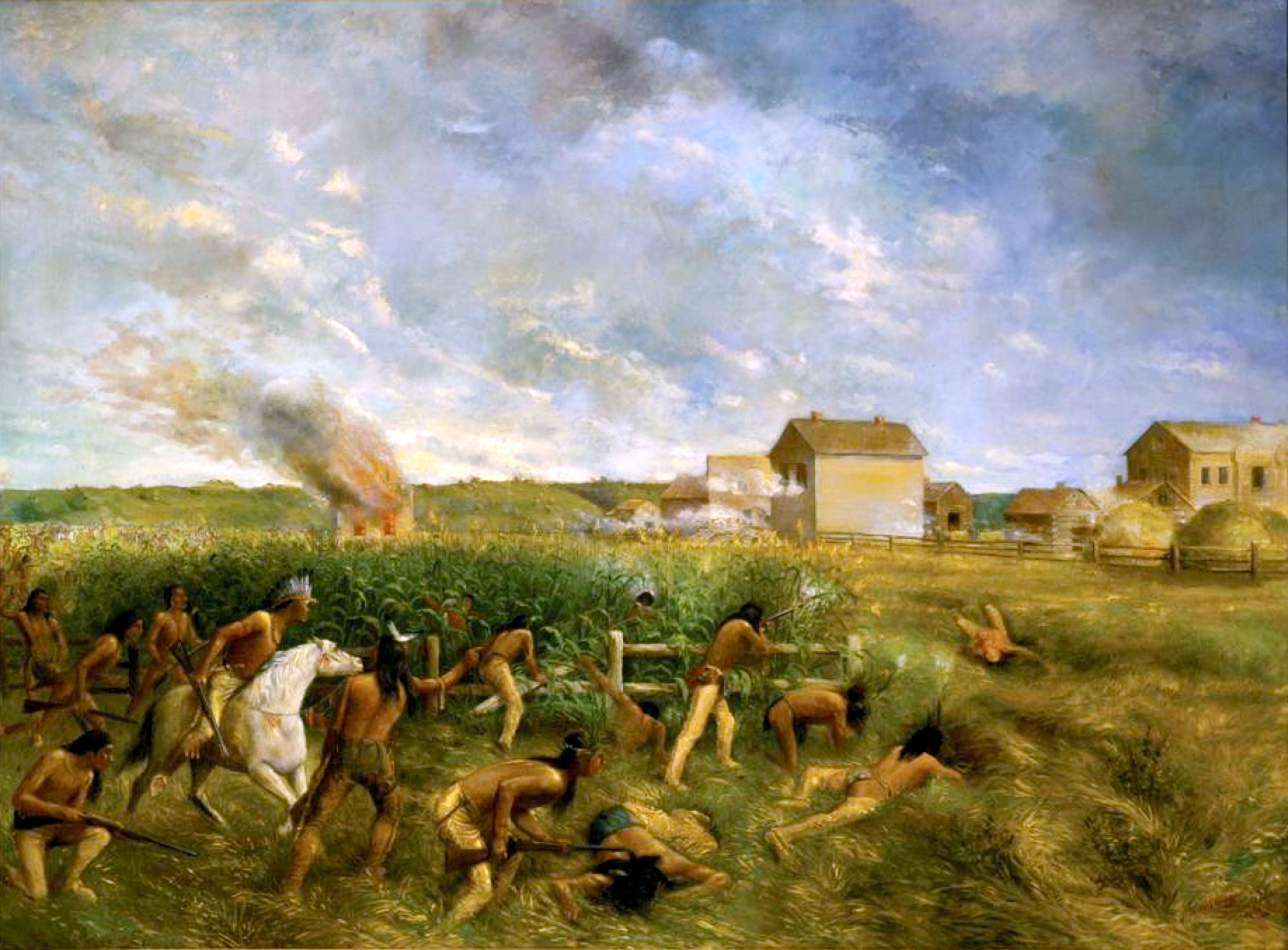
Anton Gag: Attack on New Ulm, Interpretation von 1904

Am 17. August ermordeten vier Krieger der Dakota, die auf der Suche nach Nahrungsmitteln waren, fünf weiße Siedler. Dies wird im Allgemeinen als Beginn des Aufstandes angesehen. Tragischerweise waren tags zuvor die den Indianern schon sehr lange vertraglich zustehenden Zahlungen in Minnesotas Hauptstadt St. Paul eingetroffen und weitergeleitet worden.
Als sie von dem Übergriff erfuhren, wollten die Krieger der Dakota weitere Angriffe auf die Siedlungen durchführen und baten Little Crow, sie anzuführen. Dieser warnte seine Männer:

„Die weißen Männer sind wie Heuschrecken, wenn sie so dicht fliegen, dass der ganze Himmel ein Schneesturm ist […] Tötet einen, zwei, zehn und zehn mal zehn werden kommen, um euch zu töten.“

Die Krieger bestanden weiter auf ihrem Anliegen, und schließlich warfen sie dem Häuptling Feigheit vor. Solcherart in seiner Ehre gekränkt, antwortete Little Crow:

„Ihr seid wie kleine Kinder – ihr seid Dummköpfe. Ihr werdet sterben wie die Hasen, wenn die hungrigen Wölfe sie […] jagen. Taoyateduta ist kein Feigling. Er wird mit euch sterben.“

Am nächsten Tag umzingelten die Dakota die Untere Sioux-Agentur und griffen an. 20 Weiße wurden getötet, darunter auch Andrew Myrick, dessen Leiche Gras in den Mund gestopft wurde. Eine Milizeinheit von knapp 50 Mann, die der Agentur zur Hilfe eilte, wurde im Gefecht von Redwood Ferry geschlagen und verlor dabei 23 Soldaten.
Die Dakota setzten in der Folgezeit ihren Kriegszug fort und töteten zahlreiche weiße Siedler. Ein Angriff auf die überwiegend von deutschen Einwanderern bewohnte Stadt New Ulm am 19. August konnte von der Bevölkerung abgewehrt werden. Nach einem ebenso erfolglosen Angriff auf Fort Ridgely vom 20. bis 22. August tauchten die Indianer wieder vor New Ulm auf. Zahlenmäßig weit überlegen kreisten sie die Stadt vollkommen ein, konnten sie aber wiederum nicht erobern. Die Siedler und Soldaten in der Stadt erlitten jedoch hohe Verluste und evakuierten New Ulm schließlich am 25. August, da sie nur noch wenig Munition und Lebensmittel hatten. Rund 2000 Menschen retteten sich in das 30 Meilen östlich gelegene Mankato.
Im September entsandte Abraham Lincoln Generalmajor John Pope, der in der Zweiten Schlacht von Manassas eine schwere Niederlage erlitten hatte, nach Westen, um den Aufstand der Dakota niederzuschlagen. Ihm unterstand Oberst Henry Hastings Sibley, der frühere Gouverneur von Minnesota. Sibley warf die Indianer in einem sechswöchigen Feldzug nieder. Nachdem die Indianer einer kleinen Abteilung unter Major Joseph R. Brown am 2. September bei Birch Coulee eine Niederlage bereitet hatten, kam es am 23. September am Wood Lake zur entscheidenden Schlacht. Ein Versuch Little Crows, die Soldaten in einen Hinterhalt zu locken, scheiterte, und Sibley entschied das zweistündige Gefecht für sich. Die Amerikaner hatten jedoch nicht genug Vorräte, um die Indianer verfolgen zu können, weshalb Little Crow mit einigen Kriegern entkommen konnte. Der größte Teil der Sioux gab den Kampf jedoch auf, ließ seine Gefangenen frei und floh nach Westen in die Gegend des Devil’s Lake im heutigen östlichen North Dakota. Der Aufstand war damit praktisch beendet, er hatte etwa 500 bis 800 Weiße das Leben gekostet.

## Nachspiel

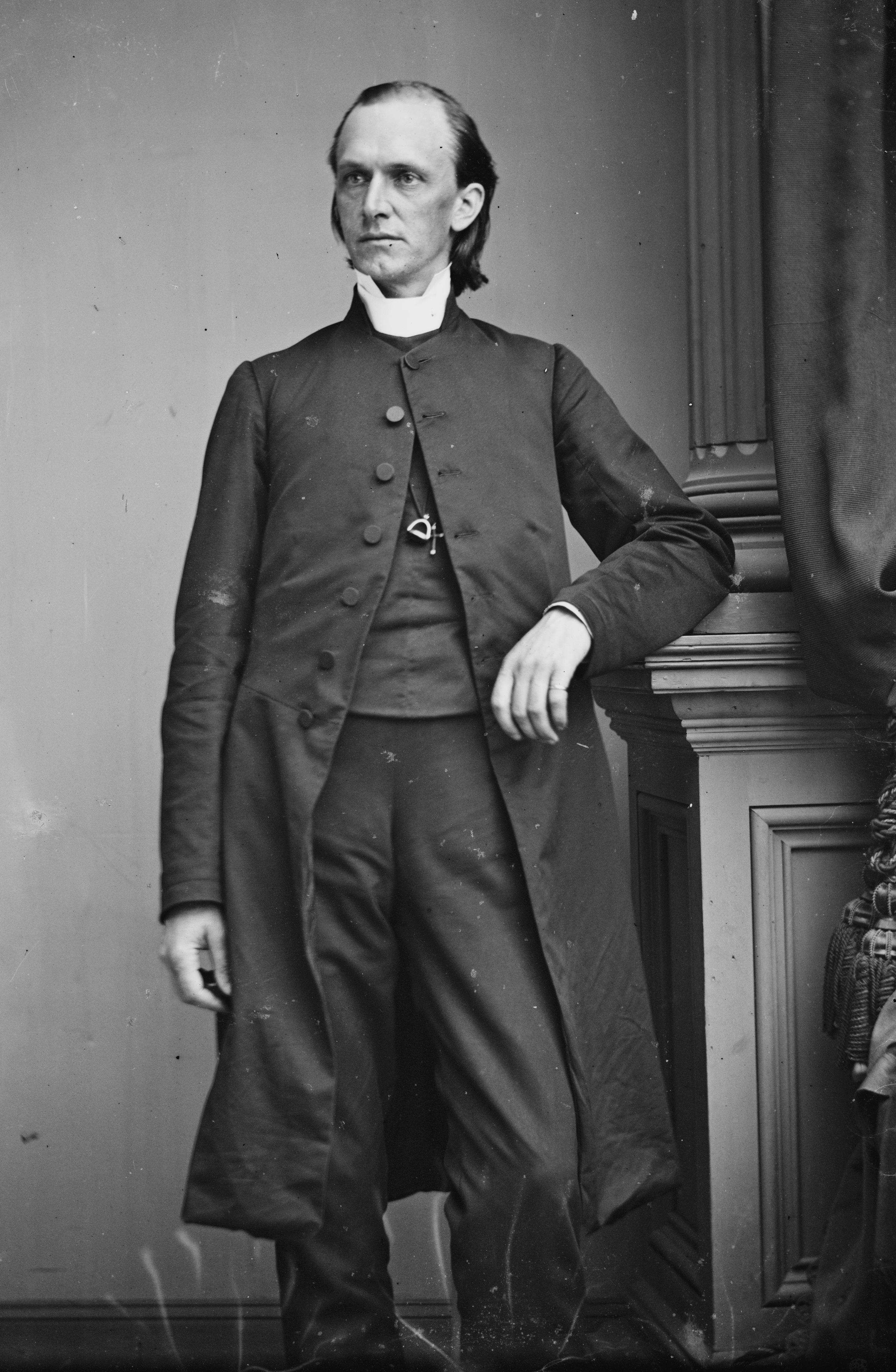
Bischof Henry Benjamin Whipple bat um Gnade für die Dakota

Sechs Wochen nach dem Ende des Aufstandes wurden 392 Dakota vor Militärtribunale gestellt. In Prozessen, die teilweise nur fünf Minuten dauerten, wurden 303 von ihnen wegen Vergewaltigung und Mord zum Tode verurteilt. Dagegen regte sich jedoch Protest, so unter anderem auch vom Bischof der Episkopalkirche von Minnesota, Henry Benjamin Whipple. Whipple reiste sogar eigens nach Washington, um Präsident Abraham Lincoln um Gnade zu bitten. Tatsächlich entschied sich Lincoln, den größten Teil der Todesurteile in Haftstrafen umzuwandeln. Er bestätigte nur die Urteile derer, denen man Vergewaltigung und Mord von Zivilisten nachgewiesen hatte. Am 26. Dezember 1862 wurden daraufhin 38 Dakota bei der größten Massenexekution der amerikanischen Geschichte in Mankato öffentlich gehängt.

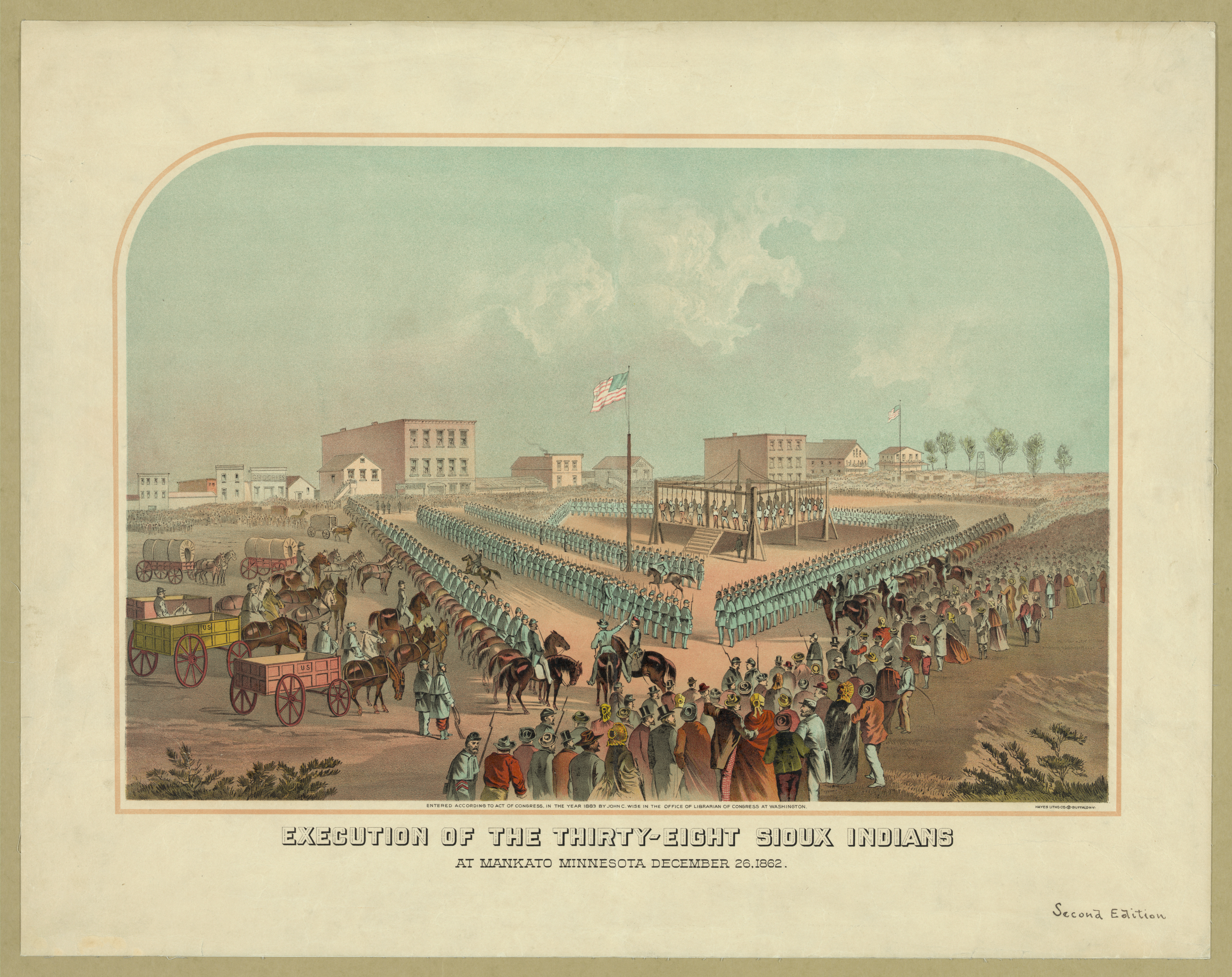
Ein Bild von der Exekution der 38 Dakota

Häuptling Little Crow war jedoch noch auf freiem Fuß. Er war mit einigen Getreuen zu anderen Gruppen der Sioux in der Prärie geflohen und entschied sich, die mobile Lebensweise der Prärieindianer anzunehmen. Er versuchte, in seiner früheren Heimat Pferde zu stehlen und wurde am 3. Juli 1863 beim Beerensammeln von einem Farmer erschossen. Zwei weitere Häuptlinge, Shakopee und Medicine Bottle, hatten sich nach Kanada geflüchtet, wurden dort aber gefangen, über die Grenze gebracht und ebenfalls gehängt.
Im Zuge des Aufstands entschied die US-amerikanische Regierung, die Reservation aufzulösen. Sämtliche Verträge mit den Dakota wurden für null und nichtig erklärt, und der Staat Minnesota bot ein Kopfgeld von 25 US-Dollar für jeden Skalp eines frei angetroffenen Dakotas. Die gefangenen Mitglieder der Santee wiederum, etwa 1300 bis 1700 Menschen, wurden nach Nebraska und South Dakota gebracht. Dort waren die Bedingungen derart miserabel, dass innerhalb der ersten beiden Jahren Hunderte Dakota starben. Aber nicht nur die aufständischen Santee, sondern auch einige den Weißen freundlich gesinnte Gruppen der Sioux aus der Upper Sioux Agency wurden aus Minnesota vertrieben.
Der Aufstand der Santee war die erste kriegerische Auseinandersetzung zwischen den Dakota und den Vereinigten Staaten. Viele weitere blutige Konflikte folgten in den 1860er- und 1870er-Jahren, bis der Konflikt schließlich mit dem Massaker von Wounded Knee sein Ende fand.